# Z1

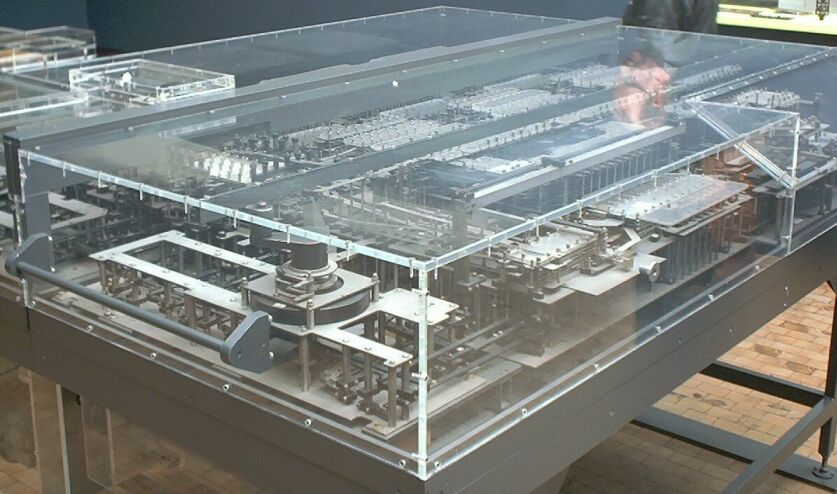
Een reproductie van de Z1

De Z1 is het eerste model van computerpionier Konrad Zuse. De machine is voltooid in 1938, zeven jaar voor de ENIAC die algemeen beschouwd wordt als de eerste computer. 

## Technische details
De Z1 (rekeneenheid en geheugen) was opgebouwd uit kleine metalen plaatjes, uitgezaagd door Zuse zelf met hulp van wat vrienden. Deze metalen plaatjes konden over elkaar heen schuiven en zo veranderen tussen twee toestanden (0 en 1). De beperkte precisie van het zagen is de reden dat de Z1 nooit betrouwbaar gewerkt heeft. Het kon programma's lezen van een gaatjesband, getallen inlezen van een decimaal toetsenbord en wegschrijven naar een uitvoerapparaat.
De Z1 was binair (in tegenstelling tot veel vroege computers zoals de ENIAC, die decimale getallen gebruikten) en mechanisch. Verder was deze 'zacht' programmeerbaar en werkte met zwevendekommagetallen, wat allebei vrij geavanceerde concepten waren, zelfs na de oorlog. Het kleinste en grootste noteerbare getal werden als uitzonderingen behandeld en stonden respectievelijk voor nul en oneindig. Het geheugen van de Z1 was 64 eenheden groot, met elke eenheid opgebouwd uit 22 bits (8 voor de exponent met teken en 14 voor de coëfficiënt).
De rekeneenheid had de volgende instructieset:
| instructie | actie                                                                 |
| ---------- | --------------------------------------------------------------------- |
| Pr z       | Lees geheugenadres z uit naar het register                            |
| Ps z       | Schrijf register 1 uit naar geheugenadres z                           |
| Ls1        | Schrijf de optelling van register 1 en register 2 weg naar register 1 |
| Ls2        | Schrijf het verschil van register 1 en register 2 weg naar register 1 |
| Lm         | Schrijf het product van register 1 en 2 weg naar register 1           |
| Li         | Schrijf de deling van register 1 en 2 weg naar register 1             |
| Lu         | Lees een decimaal getal uit het invoerapparaat                        |
| Ld         | Schrijf een decimaal getal naar het uitvoerapparaat                   |

In tegenstelling tot zijn elektromechanische opvolger had dit model geen instructie om vierkantswortels te trekken.

## Z1 in latere tijd
Het ontwerp Z1 is later elektromechanisch nagebouwd met kleine aanpassingen als Z3. Een reproductie van de Z1 staat in het Deutsches Technikmuseum in Berlijn. Mede door de oorlog heeft Zuse in relatieve afzondering gewerkt en mede hierdoor heeft de Z1 weinig bijgedragen aan de ontwikkeling van de huidige computer.